# Гераклий (город)
Гераклий — античное боспорское городище в восточной части Крыма, находившееся, по одной из версий, на мысе Казантип, а по другой — в пределах современной Керчи.

## Городище на мысе Казантип
Археолог Т. Кругликова идентифицирует городище с древним городом Гераклий, упоминаемым Страбоном и Птолемеем. Городище открыто в 1953 году, но исследовано мало. Населённый пункт появился в III—II веках до н. э. и прекратило свое существование в III веке н. э., вероятно, во время вторжения готов. Его здания располагались в приморской части оползневого цирка и были защищены оборонительной стеной, окружённой рвом и валом. Обнаружен подземный ход, ведущий к берегу моря. В западной части городища, возле дороги, находятся два холма-зольника, исследованные археологами.
По обломкам амфор, лепной посуды, костям животных, ракушкам моллюсков и другим артефактам, найденным на раскопках, было установлено, что жители поселения разводили мелкий рогатый скот, занимались хлебопашеством, рыболовством, собирали мидии.
Неподалеку от Гераклия, ближе к мысу, в VII—IX веках располагались юртоподобные постройки небольшого хазарского поселения.
К востоку от Гераклия можно увидеть остатки каменных стен-крепида. Отсюда тропа спускается мимо активного смещения до небольших бухт, разделенных скалистыми мысами, похожими на черепаху и медведя. Поблизости находилась небольшая усадьба римского времени, исследованная археологом И. Безрученко. Одна из её стен-крепид обнажается над пляжем рядом с пешеходной тропой.
В 1966 году на мысе Казантип были найдены кремнёвые орудия, относящиеся к среднему палеолиту (мустьерская эпоха, 100-35 тысяч лет назад).

## Альтернативная версия
В 1972 году археологи на Змеином мысе, который находится на расстоянии около 5 км на восток от Керчи обнаружили остатки античного поселения. Здесь вероятно располагалось городище Гераклий, которое помещается Страбоном на европейский берег Боспора Киммерийского, близ Мирмекия (последний находится в 15 км от городища).
На северо-западном склоне скалистого мыса в результате смещения обнажилась часть монументальной кладки, где и был заложен разведочный шурф. В результате расчищен южный угол помещения, ориентированного с северо-востока на юго-запад, примыкал к подножию на северо-запад от скалы. Ширина юго-западной стены, что примыкает к скале, — 1,05 — 1,25 м. Она сложена из грубо сколотых и слегка отёсанных с лицевой стороны камней известняка на глине. Внешняя северо-восточная стена, обращена к морю, состоит из двух поясов: внутреннего, шириной 0,75 м, переплетенного с юго-восточной стеной, и внешнего панциря — шириной 1 м, выступающего за пределы помещения на 1,25 м на северо-запад, замыкая небольшое пространство между скалой и помещением. Панцирь составлен на бутовом фундаменте и состоит из крупных камней известняка-ракушечника, среди которых попадаются тесаные блоки размером до 0,84 Х 0,25 м и части рустованных блоков, размеры которых указывают, что целые блоки составляли в длину и толщину более 0,75 Х 0,32 м. Наличие подобного монументального панциря наводит на мысль, что данное помещение было крепостной башней. Возраст этого сооружения определяется собранными в шурф фрагментами керамики — амфор, краснолаковой посуды — I ст. н. э. Нахождение в кладке панциря отдельных частей массивных рустованных блоков, характерных для кладки крепостных сооружений раннеэллинистического периода, позволяет сделать предположение о существовании в Гераклии оборонительной стены указанного времени, после разрушении которой её строительный материал мог быть использован при возведении новых крепостных сооружений.